# 1759
1759 је била проста година.

## Догађаји

### Април
- 13. април — Битка код Бергена

### Јул
- 23. јул — Руси у Седмогодишњем рату, под командом генерала Петра Салтикова, потукли пруску армију у бици код Каја, на истоку Немачке.

### Децембар
- Википедија:Непознат датум — Изграђен и освећен храм Светих врачева Козме и Дамјана у Нештину
- 18. август — Битка код Лагоса

### Септембар
- 10. септембар – Битка код Пондишерија

### Новембар
- 20. новембар – Битка код Киброна

## Смрти

### Март
- 10. новембар — Фридрих Шилер, немачки песник